# Cehivka, Ciornobai
Cehivka (în ucraineană Чехівка) este un sat în comuna Krutkî din raionul Ciornobai, regiunea Cerkasî, Ucraina.
În secolul al XIX-lea, satul făcea parte din volostul Melniki, uezdul Zolotonoșa.

## Demografie
Componența lingvistică a localității Cehivka
     Ucraineană (96,37%)
     Rusă (3,24%)
Conform recensământului din 2001, majoritatea populației localității Cehivka era vorbitoare de ucraineană (96,37%), existând în minoritate și vorbitori de rusă (3,24%).